# きみの鳥はうたえる
『きみの鳥はうたえる』（きみのとりはうたえる）は、佐藤泰志による小説、および2018年公開の日本映画。『文藝』 1981年9月号で発表され、1982年に書籍化。第86回芥川龍之介賞候補となった佐藤泰志の初期の作品。
タイトルは作中にも登場するビートルズの楽曲「And Your Bird Can Sing」を直訳にしている。
表題作の「きみの鳥はうたえる」とともに「草の響き」も収録されている。

## あらすじ
冷凍倉庫のアルバイトで知り合った僕と静雄。2人は意気投合し共同生活を始める。静雄の数少ない持ち物の中にはレコードもあり、それは全てビートルズのものだった。部屋にはレコードプレイヤーが無く、2人で飲んだ時に静雄はビートルズの「And Your Bird Can Sing」を歌ってくれた。その後、僕は東京郊外の国立（※映画版は函館の郊外）にある書店で働き始め、そこで一緒に働く佐知子とやがて恋仲となり、静雄との生活に佐知子も加わり、3人で夜通し飲み明かす生活が始まる。楽しくも切ない3人の夏のひとときが過ぎようとしていく。

## 書籍情報
- 単行本（1982年3月 河出書房新社） ISBN 4-309-00079-7
- 文庫本（2011年5月 河出書房新社） ISBN 978-4-309-41079-1

## 映画
函館市民映画館シネマアイリスの開館20年を記念してオール函館ロケで制作された作品である。2018年8月25日より函館シネマアイリスで先行公開された後、9月1日に全国公開された。

### キャスト
- 僕 - 柄本佑
- 佐知子 - 石橋静河
- 静雄 - 染谷将太
- 森口 - 足立智充
- みずき - 山本亜依
- 柴田貴哉
- 警察官 - 水間ロン
- OMSB
- Hi' Spec
- 直子 - 渡辺真起子
- 島田(書店の店長) - 萩原聖人

### スタッフ
- 脚本・監督 - 三宅唱
- 音楽 - Hi'Spec
- 撮影 - 四宮秀俊
- 照明 - 秋山恵二郎
- 録音 - 川井崇満
- 美術 - 井上心平
- 助監督 - 松尾崇
- ラインプロデューサー - 城内政芳
- アソシエイトプロデューサー - 寺尾修一
- 企画・製作・プロデュース - 菅原和博
- プロデューサー - 松井宏
- 製作 - 函館シネマアイリス
- 制作 - Pigdom
- 配給 - コピアポア・フィルム、函館シネマアイリス

### 受賞
- 第73回毎日映画コンクール[4]
  - 男優主演賞（柄本佑）
  - 音楽賞（Hi’Spec）
- 第92回キネマ旬報ベスト・テン[5]
  - 主演男優賞（柄本佑）
  - 日本映画ベスト・テン第3位
- 第40回ヨコハマ映画祭 日本映画ベストテン第8位[6]
- 第10回TAMA映画賞 最優秀新進監督賞（三宅唱）[7]
- 映画芸術 2018年日本映画ベストテン1位[8]
- 第28回日本映画批評家大賞 主演女優賞（石橋静河）[9]